# Siabal Abal I
Siabal Abal I is een bestuurslaag in het regentschap Tapanuli Utara van de provincie Noord-Sumatra, Indonesië. Siabal Abal I telt 2080 inwoners (volkstelling 2010).